# Ján Ševčík
Ján Ševčík (13. února 1896 Brezolupy – 6. března 1965 Bratislava) byl slovenský a československý politik, poválečný poslanec Prozatímního Národního shromáždění a Ústavodárného Národního shromáždění za Demokratickou stranu, člen Sboru pověřenců a místopředseda čs. vlády. Po únorovém převratu v roce 1948 předseda Strany slovenské obrody, za níž zasedal v Národním shromáždění republiky Československé. Po roce 1952 politicky pronásledován a vězněn.

## Biografie
Za první světové války bojoval v československých legiích v Rusku. Po návratu absolvoval Právnickou fakultu Univerzity Karlovy. V meziválečném Československu působil v letech 1926–1934 jako tajemník poslaneckého klubu Hlinkovy slovenské ľudové strany. Pak přešel do Republikánské strany zemědělského a malorolnického lidu, v níž v letech 1935–1939 zastával post zemského tajemníka agrárních odborů na Slovensku. Za druhé světové války se podílel na domácím odboji a na Slovenském národním povstání.
Během povstání byl pověřencem pošt a telegrafů v 2. Sboru pověřenců. tuto funkci pak zastával i v 5. Sboru pověřenců v roce 1945. V 6. Sboru pověřenců v letech 1945–1946 byl pověřencem zdravotnictví.
V letech 1945–1946 byl poslancem Prozatímního Národního shromáždění za Demokratickou stranu. Po parlamentních volbách v roce 1946 usedl za Demokratickou stranu do Ústavodárného Národního shromáždění, kde zastával post místopředsedy. Po parlamentních volbách v roce 1948 byl zvolen ve volebním kraji Bratislava do Národního shromáždění, nyní již za Stranu slovenskej obrody. V parlamentu setrval do své rezignace v květnu 1952. V letech 1945–1946 byl pověřencem zdravotnictví.
Už krátce před únorovým převratem roku 1948 se stal v rámci Demokratické strany představitelem prokomunisticky orientované frakce, která žádala očistu strany. Během vlastní únorové politické krize byl 25. února 1948 jmenován státním tajemníkem na ministerstvu národní obrany v druhé vládě Klementa Gottwalda a přidal se tak na stranu komunistů. Tento krok, podniknutý bez konzultací se zbytkem strany, byl kritizován nejen protikomunisticky orientovanými funkcionáři demokratů, ale i některými prokomunistickými kádry. Problematické totiž bylo, že Ševčík přijal vládní post v době, kdy ještě nebyl vytvořen v Demokratické straně akční výbor, jenž měl jako jediný rozhodovat o personálních otázkách a čistkách. Po únorovém převratu v roce 1948 se Ševčík zapojil do budování Strany slovenské obrody jako loajální součásti komunistického režimu. Stal se jejím prvním předsedou. Po volbách v roce 1948 se pak stal náměstkem předsedy vlády (vicepremiérem) ve vládě Antonína Zápotockého. V letech 1951–1952 kromě toho vedl Státní úřad pro tělesnou výchovu a sport. V roce 1952 ale jeho politická kariéra skončila, když byl zatčen StB. Jeho kauza byla použita režimem jako exemplární případ za účelem odstrašení případných tendencí k samostatnému politickému postupu nekomunistických politických stran. Dva roky strávil ve vyšetřovací vazbě. Roku 1954 byl odsouzen k trestu odnětí svobody na 17 let. Ve vězení zůstal do roku 1960, kdy byl amnestován. Roku 1965 byl posmrtně rehabilitován.